# Mieczysław Zygmunt Wiśniewski
Mieczysław Zygmunt Wiśniewski (ur. 23 listopada 1892 w Monasterzysku, zm. 10 października 1952 w Krakowie) – polski piłkarz, bramkarz reprezentacji Polski, olimpijczyk, trener.
W reprezentacji narodowej debiutował w Sztokholmie 28 maja 1922 w wygranym meczu ze Szwecją (1:2). Zagrał na Igrzyskach Olimpijskich w Paryżu.

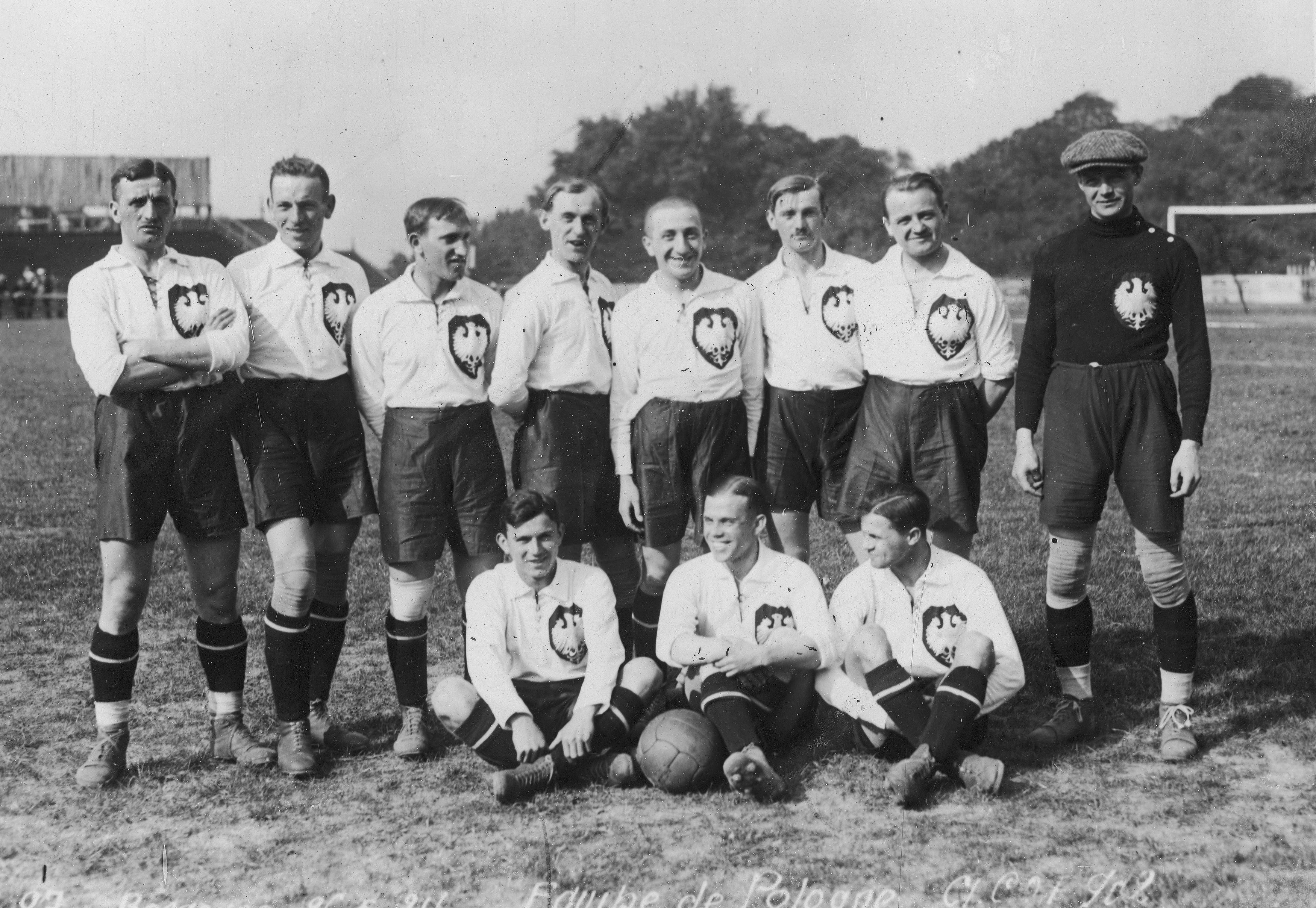
Wiśniewski w barwach reprezentacji Polski podczas Igrzysk Olimpijskich w 1924, stoi pierwszy od prawej

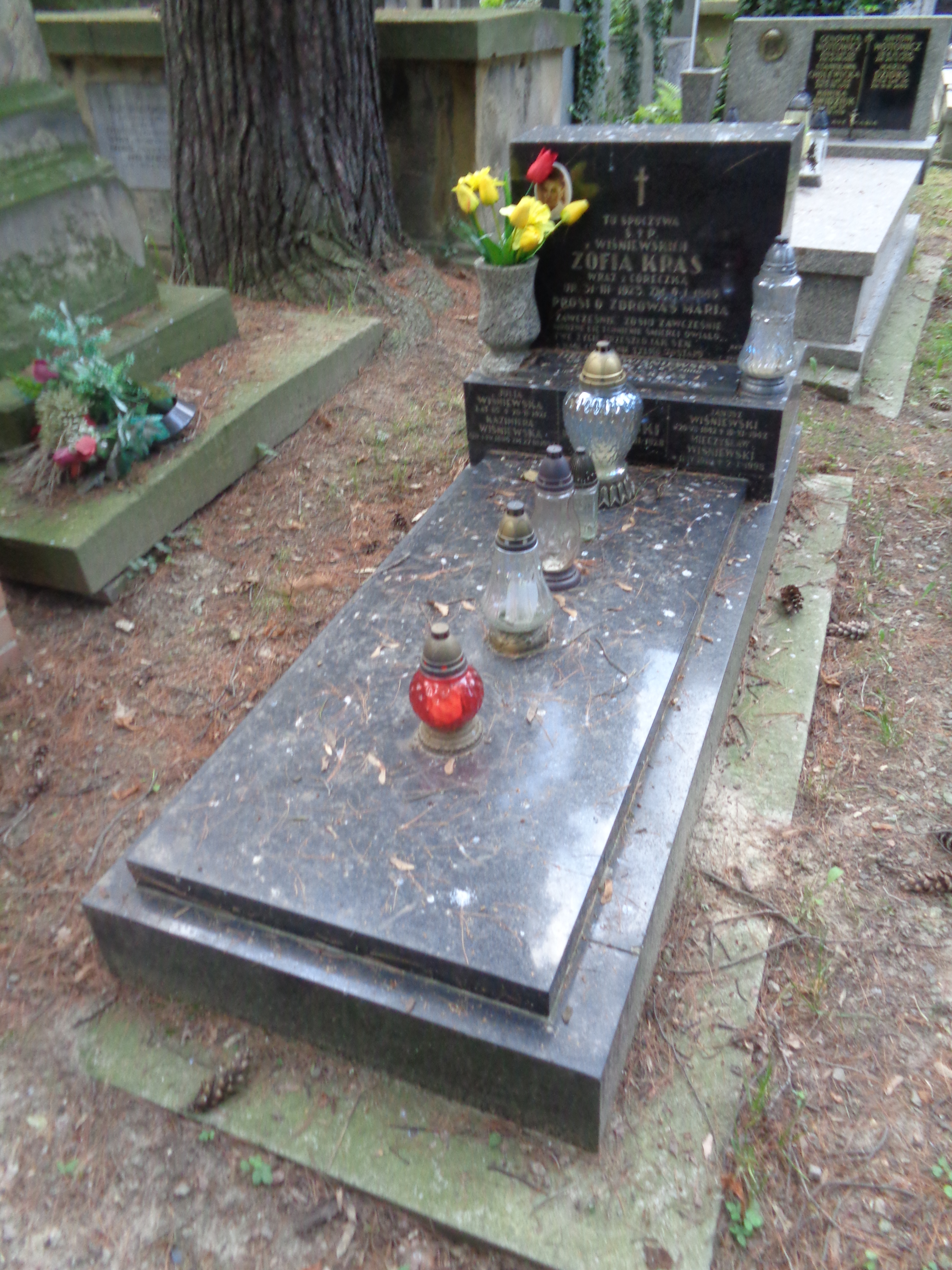
Grób Mieczysława Wiśniewskiego na cmentarzu Rakowickim